# Nicolas Lupot
Nicolas Lupot (4 desembre 1758 – 14 Agost 1824) va ser un dels lutiers francesos més reconegut del seu temps.
Lupot va néixer a Stuttgart. Va ser aprenent de son pare i va treballar a Orléans fins al 1794. Poc després es va traslladar a París, on va ser nomenat constructor de violins del rei (1815) i del Conservatori de París (1816). Aquest darrer lloc va incloure el subministrament de violins (i tota la família de cordòfons) atorgats als guanyadors del primer premi.
El rei Lluís XVIII va encomanar a Lupot que creés una orquestra de corda amb instruments que haurien de ser decorats amb l'escut de França. El 1820 es va comprometre a l'ambiciós projecte de substituir tots els instruments de l'orquestra reial pels de la seva pròpia factura, però la seva mort, l'any 1824, li va impedir aconseguir-ho.
Sovint rebia el nom de "L'Stradivarius francès" i a Mirecourt hi ha un carrer que porta el nom. Els models (excepte algunes còpies de Guarneri i Amati) sempre seguien el de Stradivarius i va imitar aquell lutier de manera molt minuciosa. És per això que hi ha una varietat tan refrescant en les seves produccions, algunes de grans proporcions, d'altres més normals i algunes sota les mides completes reconegudes, així com alguns de patrons llargs.
"Lupot era un lutier francès important, fent els seus instruments segons els models de Stradivari."

## Citacions
"El primer lutier de la família va ser el seu avi Laurent Lupot (batejat a Mirecourt, l'11 d'agost de 1696; va morir a Orléans, després de 1762). Va treballar a Plombières (prop d'Épinal) cap al 1725, després a Lunéville per a la cort de Stanisław Leszczyński del 1738 al 1756, i finalment a Orléans des del 1762 fins a la seva mort. El seu fill gran, François (i) (nascut a Plombières, el 5 de juliol de 1725; va morir a París, el 25 d'agost de 1805), el pare de Nicolas, va abandonar Lunéville per treballar a Alemanya com a fabricant de violí al duc de Württemberg. Es va establir a Stuttgart, on va néixer Nicolas, després a Ludwigsburg. El 1768 va tornar a França i es va unir al seu pare a Orléans, on va obrir el seu propi taller i va adquirir el sobriquet François Lupot d'Orléans."
"Tot i que l'obra de Stradivari va ser la guia de Lupot, no era més que un altre copista eslau. El que va comprendre, així com qualsevol seguidor de Stradivari, era de bon gust incomparable; en aquesta disciplina, va expressar les seves pròpies idees admirables, tal com descriu Sibire (1806). El seu ric vernís taronja-vermell, perfectament transparent, va donar el toc final. Ocasionalment copiava Guarneri del Gesù, els violins dels quals van assolir la fama ràpidament en les dues primeres dècades del segle xix. La producció de Lupot era gairebé íntegrament de violins; les violes i els cellos són una raresa. Les qualitats tonals aristocràtiques dels seus instruments sempre han estat ben apreciades pels jugadors. L'alumne més important de Lupot va ser Charles François Gand, que també es va convertir en el seu successor per haver-se casat amb una jove que Lupot considerava la seva filla adoptiva. Un altre era Sébastien-Philippe Bernardel. La influència de Lupot es va sentir fortament a París durant tot el segle XIX; sobretot va crear l'estàndard pel qual es jutja la resta de la gran escola francesa ". - Charles Beare / Sylvette Milliot
" Jean-Baptiste Vuillaume va aconseguir el reconeixement com el màxim geni tècnic de la seva època, superat en violí francès només per Nicholas Lupot." - Smithsonian Institution
"Els instruments de N. Lupot, especialment els realitzats en la seva maduració a París, són simplement excel·lents" - Gennady Filimonov
"... el rei dels artistes francesos, Nicolas Lupot." - El violí: els seus famosos creadors i els seus imitadors de George Hart, 1909
"Se sap que Lupot ha establert la barra d'obra i de to per als francesos al segle XIX". - Violí Antonio Strad
"La família Lupot es reivindica com a nadiua de Mirecourt, tot i que el més gran d'ells, Nicolas, els violins dels quals tenen molt dur alguns dels millors exemplars de Cremona, era natural de Stuttgart. El seu pare era francès i provenia de Mirecourt. Totes les seves tradicions pertanyen a Mirecourt, i aquestes, com tots sabem, es van portar amb ell a París, on va morir el 1824, i va ser succeït per Gand. Els noms de Maucotel, Medard, Mennegand, Silvestre i Derazay, i sobretot Vuillaume, sempre han de llançar una brillantor imperdonable al petit poble de les muntanyes Vosges. " - Old Violins and Violin Lore de HR Haweis.